# Santa Elena Comaltepec
Santa Elena Comaltepec är en ort i Mexiko.   Den ligger i kommunen Santiago Jamiltepec och delstaten Oaxaca, i den sydöstra delen av landet, 400 km söder om huvudstaden Mexico City. Santa Elena Comaltepec ligger 277 meter över havet och antalet invånare är 840.
Terrängen runt Santa Elena Comaltepec är kuperad åt sydost, men åt nordväst är den platt. Runt Santa Elena Comaltepec är det ganska glesbefolkat, med 26 invånare per kvadratkilometer. Närmaste större samhälle är Santa Catarina Mechoacán, 4,5 km väster om Santa Elena Comaltepec. Omgivningarna runt Santa Elena Comaltepec är en mosaik av jordbruksmark och naturlig växtlighet.